# Bertolonia bullata
Bertolonia bullata är en tvåhjärtbladig växtart som beskrevs av Baumgratz, Amorim och A. B. Jardim. Bertolonia bullata ingår i släktet Bertolonia och familjen Melastomataceae. Inga underarter finns listade i Catalogue of Life.